# 王凯琪
王凯琪（1992年05月26日—），汉族，中国歌手。2014年参加浙江卫视《中国好声音》第3季晋级汪峰组亚军全国8强，因长相酷似香港女星张柏芝而备受媒体和观众关注。

## 主要经历
- 1992年 出生四川省凉山州普格县一个工人家庭；三年级开始迁移到西昌市读书；
- 2012年 毕业于西昌市川兴中学，考入四川音乐学院流行歌舞系本科班（2016年毕业）[2]
- 2014年 参加浙江卫视《中国好声音》并获得汪峰组亚军、全国8强[3]。